# Mistrzostwa Polski w Short Tracku 2025
Mistrzostwa Polski w Short Tracku 2025 – 29. edycja mistrzostw, która odbyła się w dniach 21–23 marca 2025 roku w Hali Olivia w Gdańsku.

## Medalistki i medaliści

### Kobiety
| Konkurencja          | Złoto                                                                        | Wynik    | Srebro                                                                            | Wynik    | Brąz                                                                               | Wynik    |
| -------------------- | ---------------------------------------------------------------------------- | -------- | --------------------------------------------------------------------------------- | -------- | ---------------------------------------------------------------------------------- | -------- |
| 500 metrów           | Kamila Stormowska Stoczniowiec Gdańsk                                        | 44,595   | Nikola Mazur Stoczniowiec Gdańsk                                                  | 44,783   | Kornelia Woźniak Orlica Duszniki-Zdrój                                             | 45,023   |
| 1000 metrów          | Kamila Stormowska Stoczniowiec Gdańsk                                        | 1:56,287 | Kornelia Woźniak Orlica Duszniki-Zdrój                                            | 1:57,574 | Weronika Biller MOSiR Giżycko                                                      | 1:58,679 |
| 1500 metrów          | Michalina Wawer UKS Giżycko                                                  | 2:58,516 | Ada Majewska Juvenia Białystok                                                    | 2:58,516 | Oliwia Bobier Juvenia Białystok                                                    | 3:07,304 |
| Wielobój             | Kamila Stormowska Stoczniowiec Gdańsk                                        | 76 pkt.  | Michalina Wawer UKS Giżycko                                                       | 40 pkt.  | Kornelia Woźniak Orlica Duszniki-Zdrój                                             | 37 pkt.  |
| Sztafeta 3000 metrów | Juvenia Białystok Hanna Sokołowska Anna Falkowska Oliwia Bobier Ada Majewska | 4:36,634 | Juvenia Białystok II Zuzanna Rutkowska Milena Kania Maria Skarżyńska Kinga Dybiec | 4:43,947 | Stoczniowiec Gdańsk Kamila Stormowska Zuzanna Yüksek Nikola Mazur Natalia Bielicka | 4:46,069 |

### Mężczyźni
| Konkurencja          | Złoto                                                                          | Wynik    | Srebro                                                                                         | Wynik    | Brąz                                                            | Wynik    |
| -------------------- | ------------------------------------------------------------------------------ | -------- | ---------------------------------------------------------------------------------------------- | -------- | --------------------------------------------------------------- | -------- |
| 500 metrów           | Diané Sellier Stoczniowiec Gdańsk                                              | 42,435   | Krzysztof Mądry Juvenia Białystok                                                              | 42,559   | Félix Pigeon AZS Opole                                          | 42,615   |
| 1000 metrów          | Diané Sellier Stoczniowiec Gdańsk                                              | 1:46,891 | Félix Pigeon AZS Opole                                                                         | 1:46,935 | Krzysztof Mądry Juvenia Białystok                               | 1:47,186 |
| 1500 metrów          | Félix Pigeon AZS Opole                                                         | 2:55,112 | Rafał Anikiej Juvenia Białystok                                                                | 2:55,291 | Neithan Thomas Stoczniowiec Gdańsk                              | 2:55,451 |
| Wielobój             | Diané Sellier Stoczniowiec Gdańsk                                              | 71 pkt.  | Félix Pigeon AZS Opole                                                                         | 68 pkt.  | Krzysztof Mądry Juvenia Białystok                               | 36 pkt.  |
| Sztafeta 5000 metrów | Juvenia Białystok Łukasz Kuczyński Rafał Anikiej Paweł Adamski Krzysztof Mądry | 7:14,978 | Juvenia Białystok II Mateusz Mikołajuk Dominik Palenceusz Patryk Palenceusz Franciszek Izbicki | 7:19,410 | AZS Opole Bartosz Dębiński Filip Hyjek Félix Pigeon Noël Vreuls | 7:22,193 |

### Drużyna mieszana
| Konkurencja                   | Złoto                                                                           | Wynik    | Srebro                                                                          | Wynik    | Brąz                                                                               | Wynik    |
| ----------------------------- | ------------------------------------------------------------------------------- | -------- | ------------------------------------------------------------------------------- | -------- | ---------------------------------------------------------------------------------- | -------- |
| Sztafeta mieszana 2000 metrów | Stoczniowiec Gdańsk Diané Sellier Neithan Thomas Kamila Stormowska Nikola Mazur | 2:46,920 | Juvenia Białystok II Rafał Anikiej Krzysztof Mądry Oliwia Bobier Anna Falkowska | 2:47,393 | Juvenia Białystok Łukasz Kuczyński Hanna Sokołowska Ada Majewska Mateusz Mikołajuk | 2:49,762 |